# Sender del Mil·lenari
El Sender del Mil·lenari de Montserrat, o senzillament Sender del Mil·lenari o PR-C 1025, és un sender de petit recorregut homologat per la Federació d’Entitats Excursionistes de Catalunya (FEEC) l'any 2025, amb motiu del mil·lenari de la creació del Monestir de Santa Maria de Montserrat l'any 1025 per l'abat Oliba, bisbe de Vic i abat de Ripoll.
El PR-C 1025 és un sender circular al voltant del massís de Montserrat, d'uns 27 quilòmetres i 1.500 metres de desnivell positiu, que recorre alguns dels indrets més emblemàtics del massís de Montserrat, com el Cavall Bernat, l’ermita de Sant Benet, el monestir de Santa Cecília, la regió d'Agulles i el seu emblemàtic refugi, l'Era dels Pallers, el camí del Bruc a Collbató, les coves del Salnitre i el monestir de Montserrat, entre d'altres. El recorregut, accessible al públic en general, es pot realitzar en una jornada o en dos; en aquest darrer cas, pernoctant en algun dels allotjaments del conjunt monàstic o al refugi d'Agulles.